# Močioci
Močioci (izvirno srbsko Мочиоци) je naselje v Srbiji, ki upravno spada pod Občino Ivanjica; slednja pa je del Moraviškega upravnega okraja.

## Demografija
V naselju, katerega izvirno (srbsko-cirilično) ime je Мочиоци, živi 115 polnoletnih prebivalcev, pri čemer je njihova povprečna starost 45,7 let (45,6 pri moških in 45,7 pri ženskah). Naselje ima 44 gospodinjstev, pri čemer je povprečno število članov na gospodinjstvo 3,25.
To naselje je, glede na rezultate popisa iz leta 2002, večinoma srbsko.
|  |

| Demografija | Demografija     | Demografija     |
| Leto        | Št. prebivalcev | Št. prebivalcev |
| ----------- | --------------- | --------------- |
|             |                 |                 |
|             |                 |                 |
|             |                 |                 |
|             |                 |                 |
| 1948        | 271             |                 |
| 1953        | 268             |                 |
| 1961        | 289             |                 |
| 1971        | 254             |                 |
| 1981        | 167             |                 |
| 1991        | 140             | 140             |
| 2002        | 143             | 143             |
|             |                 |                 |

| Etnična sestava po popisu iz leta 2002 | Etnična sestava po popisu iz leta 2002 | Etnična sestava po popisu iz leta 2002 | Etnična sestava po popisu iz leta 2002 | Etnična sestava po popisu iz leta 2002 |
| -------------------------------------- | -------------------------------------- | -------------------------------------- | -------------------------------------- | -------------------------------------- |
| Srbi                                   | Srbi                                   |                                        | 140                                    | 97,90%                                 |
| Črnogorci                              | Črnogorci                              |                                        | 3                                      | 2,09%                                  |
| Neznano                                | Neznano                                |                                        | 0                                      | 0,0%                                   |